# 延斯·菲德勒 (手球运动员)
延斯·菲德勒（德語：Jens Fiedler，1966年10月19日—），德国前男子手球运动员。他曾代表东德国家队参加1988年夏季奥林匹克运动会手球比赛，结果队伍获得第七名。